# Batitotai
Batitotai ist der südlichste Punkt der Insel Arorae in Kiribati und damit der südlichste Punkt der Gilbertinseln.
Nach Süden schließen sich die Ellice Islands an, das Staatsgebiet von Tuvalu. Weit im Osten liegen die Phoenixinseln.